# Нуно Гомеш
Нуно Мигел Соарес Переира Рибеиро, познат и као Нуно Гомеш (порт. Nuno Miguel Soares Pereira Ribeiro; Амаранти, 5. јул 1976) је бивши португалски фудбалер и репрезентативац. Најважнији део његове каријере провео је играјући за Бенфику.
Најзначајнији резултат са Португалом је остварио на Европском првенству 2004. године када је као домаћин стигао до финала где је неочекивано изгубио од Грчке.